# Wereldkampioenschappen schaatsen afstanden 2017 - 5000 meter mannen
De 5000 meter mannen op de wereldkampioenschappen schaatsen afstanden 2017 werd gereden op donderdag 9 februari 2017 in het ijsstadion Gangneung Science Oval in Gangneung, Zuid-Korea.
Sven Kramer was de regerend Olympisch en wereldkampioen, en de winnaar van twee van de vier eerdere wereldbekerwedstrijden. Peter Michael en Ted-Jan Bloemen wonnen de andere wereldbekerwedstrijden. De strijd ging tussen Sven Kramer en Jorrit Bergsma, beiden reden onder het laaglandrecord, Kramer ging er in een onderling duel met de wereldtitel aan de haal.

## Plaatsing
De regels van de ISU schrijven voor dat maximaal twintig schaatsers zich plaatsen voor het WK op deze afstand. Geplaatst zijn de beste twaalf schaatsers van het wereldbekerklassement na vier manches, aangevuld met de acht tijdsnelsten van de drie races in die eerste vier manches van de wereldbeker. Achter deze twintig namen werd op tijdsbasis nog een reservelijst van zes namen gemaakt. Aangezien het aantal deelnemers per land beperkt is tot een maximum van drie, telt de vierde (en vijfde etc.) schaatser per land niet mee voor het verloop van de ranglijst. Het is aan de nationale bonden te beslissen welke van hun schaatsers, mits op de lijst, naar het WK afstanden worden afgevaardigd.
Zuid-Korea vulde de verdiende startplek niet op waardoor Denemarken met één schaatser mocht starten.

## Statistieken

### Uitslag
| #      | Naam                  | Land | Tijd       |
| ------ | --------------------- | ---- | ---------- |
| Goud   | Sven Kramer           | NED  | 6.06,82 BR |
| Zilver | Jorrit Bergsma        | NED  | 6.09,33    |
| Brons  | Peter Michael         | NZL  | 6.11,67    |
| 4      | Douwe de Vries        | NED  | 6.13,70    |
| 5      | Ted-Jan Bloemen       | CAN  | 6.14,73    |
| 6      | Sverre Lunde Pedersen | NOR  | 6.15,77    |
| 7      | Patrick Beckert       | GER  | 6.16.52    |
| 8      | Jordan Belchos        | CAN  | 6.16,92    |
| 9      | Bart Swings           | BEL  | 6.17,20    |
| 10     | Alexis Contin         | FRA  | 6.18,87    |
| 11     | Michele Malfatti      | ITA  | 6.20,40    |
| 12     | Andrea Giovannini     | ITA  | 6.21,78    |
| 13     | Nicola Tumolero       | ITA  | 6.22,31    |
| 14     | Moritz Geisreiter     | GER  | 6.23,71    |
| 15     | Ryosuke Tsuchiya      | JPN  | 6.25,95    |
| 16     | Shane Williamson      | JPN  | 6.27,29    |
| 17     | Viktor-Hald Thorup    | DEN  | 6.27,37    |
| 18     | Danila Semerikov      | RUS  | 6.28,16    |
| 19     | Dmitri Babenko        | KAZ  | 6.28,41    |
| 20     | Danil Sinitsyn        | RUS  | 6.41,89    |

### Loting
| Rit | Binnenbaan        | Buitenbaan            |
| --- | ----------------- | --------------------- |
| 1   | Dmitri Babenko    | Viktor-Hald Thorup    |
| 2   | Danil Sinitsyn    | Danila Semerikov      |
| 3   | Michele Malfatti  | Alexis Contin         |
| 4   | Shane Williamson  | Sverre Lunde Pedersen |
| 5   | Andrea Giovannini | Jordan Belchos        |
| 6   | Bart Swings       | Nicola Tumolero       |
| 7   | Ryosuke Tsuchiya  | Moritz Geisreiter     |
| 8   | Douwe de Vries    | Peter Michael         |
| 9   | Sven Kramer       | Jorrit Bergsma        |
| 10  | Patrick Beckert   | Ted-Jan Bloemen       |

1996 · 
1997 · 
1998 · 
1999 · 
2000 · 
2001 · 
2003 · 
2004 · 
2005 · 
2007 · 
2008 · 
2009 · 
2011 · 
2012 · 
2013 · 
2015 · 
2016 · 
2017 · 
2019 ·
2020 ·
2021 ·
2023 ·
2024 ·
2025